# Saison 3 de Glow Up: Britain's Next Make-Up Star
La troisième saison de Glow Up: Britain's Next Make-Up Star est diffusée pour la première fois du 20 avril 2021 au 8 juin 2021 sur la chaîne BBC Three.
La saison est présentée par Maya Jama et le panel de juges est composé de Dominic Skinner et de Val Garland. Le casting est composé de dix candidats et est annoncé le 13 avril 2021 sur Instagram.
Le gagnant de la saison reçoit un contrat d'assistant avec les plus grands maquilleurs.
La gagnante de la saison est Sophie Baverstock, avec comme second Craig Hamilton.

## Candidats
|          |                      | Âge | Résidence                          | Classement  |
| -------- | -------------------- | --- | ---------------------------------- | ----------- |
| Candidat | Sophie Baverstock    | 21  | Bournemouth, Dorset, Angleterre    | Gagnante    |
| Candidat | Craig Hamilton       | 24  | Londres, Grand Londres, Angleterre | Second      |
| Candidat | Dolli Okiroko        | 26  | Londres, Grand Londres, Angleterre | 3ème place  |
| Candidat | Jack Oliver          | 27  | Londres, Grand Londres, Angleterre | 4ème place  |
| Candidat | Ryley Isaac          | 19  | Londres, Grand Londres, Angleterre | 5ème place  |
| Candidat | Samah Say            | 30  | Londres, Grand Londres, Angleterre | 6ème place  |
| Candidat | Alex Ogden Clark     | 27  | Liverpool, Merseyside, Angleterre  | 7ème place  |
| Candidat | Xavi Guillaume       | 23  | Londres, Grand Londres, Angleterre | 8ème place  |
| Candidat | Elliott Banks        | 27  | Londres, Grand Londres, Angleterre | 9ème place  |
| Candidat | Nicole "Nic" Marilyn | 28  | Londres, Grand Londres, Angleterre | 10ème place |

## Progression des candidats
|          |                      | 1    | 2    | 3    | 4    | 5    | 6    | 7    | 8    | 8         |
| -------- | -------------------- | ---- | ---- | ---- | ---- | ---- | ---- | ---- | ---- | --------- |
| Candidat | Sophie Baverstock    | SAFE | SAFE | WIN  | SAFE | SAFE | WIN  | BTM2 | SAFE | GAGNANTE  |
| Candidat | Craig Hamilton       | SAFE | WIN  | SAFE | SAFE | WIN  | SAFE | SAFE | SAFE | SECOND    |
| Candidat | Dolli Okiroko        | SAFE | SAFE | WIN  | WIN  | BTM2 | BTM2 | SAFE | SAFE | TROISIÈME |
| Candidat | Jack Oliver          | SAFE | SAFE | SAFE | SAFE | SAFE | SAFE | ELIM |      |           |
| Candidat | Ryley Isaac          | SAFE | SAFE | SAFE | SAFE | SAFE | ELIM |      |      |           |
| Candidat | Samah Say            | WIN  | BTM2 | SAFE | BTM2 | ELIM |      |      |      |           |
| Candidat | Alex Ogden Clark     | SAFE | SAFE | BTM2 | ELIM |      |      |      |      |           |
| Candidat | Xavi Guillaume       | SAFE | SAFE | ELIM |      |      |      |      |      |           |
| Candidat | Elliott Banks        | SAFE | ELIM |      |      |      |      |      |      |           |
| Candidat | Nicole "Nic" Marilyn | ELIM |      |      |      |      |      |      |      |           |

 Le candidat a gagné la saison.
 Le candidat est arrivé second.
 Le candidat est arrivé en troisième position.
 Le candidat a gagné le défi professionnel.
 Le candidat a été en danger d'élimination après le premier défi mais a été déclaré sauf après le deuxième défi.
 Le candidat a été déclaré sauf après le premier défi mais a été en danger d'élimination après le deuxième défi.
 Le candidat a gagné le défi professionnel et a été en danger d'élimination.
 Le candidat a été en danger d'élimination.
 Le candidat a été éliminé.
 Le candidat a gagné le défi professionnel et a été éliminé.

## Face-à-faces
| Épisode | Candidat          | vs. | Candidat       | Défi                                                            | Limite de temps | Candidat éliminé      |
| ------- | ----------------- | --- | -------------- | --------------------------------------------------------------- | --------------- | --------------------- |
| 1       | Nicole Marilyn    | vs. | Samah Say      | Utiliser le mascara pour crée des cils effet pattes d'araignée  | 15 minutes      | Nicole Marilyn        |
| 2       | Elliott Banks     | vs. | Samah Say      | Une bouche rouge et serties de strass                           | 20 minutes      | Elliott Banks         |
| 3       | Alex Ogden Clark  | vs. | Xavi Guillaume | Un smokey eye bleu intemporel                                   | 15 minutes      | Xavi Guillaume        |
| 4       | Alex Ogden Clark  | vs. | Samah Say      | Une bouche de comic strip                                       | 15 minutes      | Alex Ogden Clark      |
| 5       | Dolli Okiroko     | vs. | Samah Say      | Un fard à paupières pailleté et structuré                       | 15 minutes      | Samah Say             |
| 6       | Dolli Okiroko     | vs. | Ryley Isaac    | Recouvrir un tatouage                                           | 20 minutes      | Ryley Isaac           |
| 7       | Sophie Baverstock | vs. | Jack Oliver    | Un dégradé de couleur sur l'entièreté du visage                 | 20 minutes      | Jack Oliver           |
| Épisode | Candidat          | vs. | Candidat       | Défi                                                            | Limite de temps | Gagnante de la saison |
| 8       | Sophie Baverstock | vs. | Craig Hamilton | Un maquillage complet avec plusieurs teintes d'une même couleur | 30 minutes      | Sophie Baverstock     |

 Le candidat a été éliminé après son premier face-à-face.
 Le candidat a été éliminé après son deuxième face-à-face.
 Le candidat a été éliminé après son quatrième face-à-face.
 Le candidat a gagné le face-à-face.

## Épisodes
| Épisode | Titre                            | Date de première diffusion |
| 1 | "Beauty Campaign"                | 20 avril 2021              |
| --- | -------------------------------- | -------------------------- |
| - Juge invité : Ateh Jewel - Défi professionnel : Produire un maquillage pour la chaîne de revente de produits de soin et de beauté Superdrug - Gagnant.e du défi professionnel : Samah Say - Défi créatif : Produire un maquillage représentant son unicité - Candidat.e.s risquant l'élimination : Nicole "Nic" Marilyn, Samah Say - Défi éliminatoire : Utiliser le mascara pour créer des cils effet pattes d'araignée en 15 minutes - Candidat.e éliminé.e : Nicole "Nic" Marilyn                           |                                  |                            |
| 2 | "TV Makeup: POSE"                | 27 avril 2021              |
| - Juge invité : Sherri Laurence, Les Child - Défi professionnel : Produire un maquillage noir et blanc ou bizarre pour un épisode de la série POSE - Gagnant.e du défi professionnel : Craig Hamilton - Défi créatif : Produire un maquillage sur le thème de la liberté - Candidat.e.s risquant l'élimination : Elliott Banks, Samah Say - Défi éliminatoire : Produire une bouche rouge et sertie de strass en 20 minutes - Candidat.e éliminé.e : Elliott Banks                                               |                                  |                            |
| 3 | "Period Makeup: The Crown"       | 4 mai 2021                 |
| - Juge invité : Cate Hall - Défi professionnel : Produire un maquillage pour la série The Crown inspiré d'un des membres de la famille royale britannique - Gagnant.e du défi professionnel : Dolli Okiroko, Sophie Baverstock - Défi créatif : Produire un maquillage inspiré de son œuvre d'art ou artiste préféré - Candidat.e.s risquant l'élimination : Alex Ogden Clark, Xavi Guillaume - Défi éliminatoire : Produire un smokey eye bleu intemporel en 15 minutes - Candidat.e éliminé.e : Xavi Guillaume |                                  |                            |
| 4 | "Social Media: TikTok"           | 11 mai 2021                |
| - Juge invité : Abby Roberts - Défi professionnel : Produire une vidéo TikTok sur la création d'un maquillage - Gagnant.e du défi professionnel : Dolli Okiroko - Défi créatif : Produire un maquillage inspiré d'un filtre de réseau social - Candidat.e.s risquant l'élimination : Alex Ogden Clark, Samah Say - Défi éliminatoire : Produire une bouche de comic strip en 15 minutes - Candidat.e éliminé.e : Alex Ogden Clark                                                                                |                                  |                            |
| 5 | "Online Fashion Editorial"       | 18 mai 2021                |
| - Juge invité : Vanessa Spence - Défi professionnel : Produire un maquillage centré sur le mascara pour une campagne de l'entreprise de commerce électronique de vêtements et de cosmétiques ASOS - Gagnant.e du défi professionnel : Craig Hamilton - Défi créatif : Produire un maquillage « hors de ce monde » - Candidat.e.s risquant l'élimination : Dolli Okiroko, Samah Say - Défi éliminatoire : Produire un fard à paupières pailleté et structuré en 15 minutes - Candidat.e éliminé.e : Samah Say     |                                  |                            |
| 6 | "Special Effets: Peaky Blinders" | 25 mai 2021                |
| - Juge invité : Loz Schiavo - Défi professionnel : Produire un maquillage avec des prothèses pour le tournage de la série Peaky Blinders - Gagnant.e du défi professionnel : Sophie Baverstock - Défi créatif : Produire un maquillage inspiré d'un des sept péchés capitaux - Candidat.e.s risquant l'élimination : Dolli Okiroko, Ryley Isaac - Défi éliminatoire : Recouvrir un tatouage en 20 minutes - Candidat.e éliminé.e : Ryley Isaac                                                                   |                                  |                            |
| 7 | "Music Video"                    | 1er juin 2021              |
| - Juge invité : Jonas Blue, Rankin - Défi professionnel : Produire un maquillage pour les danseurs du clip vidéo "Something Stupid" de Jonas Blue - Gagnant.e du défi professionnel : Sophie Baverstock - Défi créatif : Produire un maquillage inspiré de son plaisir coupable - Candidat.e.s risquant l'élimination : Jack Oliver, Sophie Baverstock - Défi éliminatoire : Produire un dégradé de couleurs sur l'entièreté du visage - Candidat.e éliminé.e : Jack Oliver                                      |                                  |                            |
| 8 | "The Finale: A Masterclass"      | 8 juin 2021                |
| - Juge invité : Lisa Eldridge - Défi professionnel : Animer une masterclass devant plusieurs personnalités du monde de la mode et du maquillage - Défi créatif : Produire un maquillage montrant que l'on est inarrêtable - Candidat.e éliminé.e : Dolli Okiroko - Défi final : Produire un maquillage complet avec plusieurs teintes d'une même couleur - Second : Craig Hamilton - Gagnante de la troisième saison de Glow Up: Britain's Next Make-Up Star : Sophie Baverstock                                 |                                  |                            |